# Теория на изчислителната сложност
Теория на изчислителната сложност е клон на компютърните науки, който изследва ресурсите, необходими за решаване на дадена задача, с помощта на компютър, както и сравнение на ефикасността на различните алгоритми, за решаването на този проблем. Основният ресурс е продължителността при тестване, т.е. разглежда се колко време е необходимо за изпълнение на алгоритъма. Друг ресурс е паметта, необходима за изпълнение на алгоритъма. Могат да се вземат предвид и допълнителни ресурси, като например това, че някои микропроцесори извършват изчисление на задачи при паралелна обработка на информацията.